# 利里亚
利里亚，是西班牙巴伦西亚自治区巴伦西亚省的一个市镇。总面积228平方公里，总人口23698人（2021年），人口密度75人/平方公里。